# Kajmó József
Kajmó József (Nyitra, 1902. november 21. – Esztergom, 1974. december 16.) magyar katolikus pap, esperes, gimnáziumi tanár.

## Életrajza
Atyja József törvényszéki fogházőr, anyja Vindis Rozália háztartásbeli. Egy testvére volt. 1921-ben beöltözött a váci piaristáknál. Piarista szerzetesként készült papi és tanári hivatására. Matematika-fizika szakos tanári diplomát szerzett és elvégezte a teológiai főiskolát.
A rendben 1925-ben tett örök-fogadalmat. 1924-1927 között tanult Budapesten. Esztergomban szentelték pappá 1927. június 26-án a piarista rend címére. Ezután tanár Tatán a piarista gimnáziumban, 1929-ben (a mai) Mosonmagyaróváron, a piarista gimnáziumban, 1930-ban Nagykanizsán. 1936-ban az Esztergomi Főegyházmegyébe felvételét kérte, hogy szegény szülein segítsen és oda felvételt nyert, és adminisztrátor lett Kesztölcön. 1939-ben plébános ugyanitt. 1946-ban ugyanilyen minőségben áthelyezték Vámosmikolára. 1955-ben a Drégely-kemencei Espereskerület esperese volt. 
1970-ben nyugdíjba vonult, és az esztergomi Simor Papi Otthon lakója lett. Esztergomban hunyt el 1974. december 16-án, életének 72., papi szolgálatának 47. évében. A szentgyörgymezői temetőben Lékai László püspök, apostoli kormányzó helyezte nyugalomra.

## Családja
Szüleiről csak annyi tudható, amennyi az életrajzban szerepel.A vámosmikolai temetőben nyugszanak.